# Дружба (Щёкинский район)
Дружба — деревня в Щёкинском районе Тульской области. Входит в Огарёвское муниципальное образование.

## История
В 1961 году указом Президиума Верховного Совета РСФСР деревня Коровьи Хвосты переименована в Дружба.

## Население
| 2010 |
| ---- |
| 11   |